# 池内友彦
池内 友彦（いけうち ともひこ、1977年11月1日 - ）は、北海道石狩郡当別町出身の元プロサッカー選手、サッカー指導者。現役時代のポジションはDFでセンターバックとサイドバックを務めた。

## 経歴
室蘭大谷高3年時に全国高等学校サッカー選手権大会でベスト8。1996年に鹿島アントラーズに入団。同期に柳沢敦、平瀬智行がいる。入団当初は右サイドバックでプレーするが、選手層が厚く出番を与えられなかった。当時の鹿島は、鈴木隆行や平瀬に見られるように期待の若手で試合に出られない選手をブラジルに留学させる習慣があり、池内も平瀬と共に留学した。
1998年に一旦鹿島に戻ったもののまたもや出番を得られず、1999年にコンサドーレ札幌にレンタル移籍。札幌では岡田武史の指揮下で主に中盤2列目、ボランチ、また本職のサイドバックとしてもプレーしていたが、レギュラーを奪取するには至らなかった。
札幌で2シーズンプレーした後2001年に鹿島に復帰。復帰後初の国内公式戦でセンターバックとして起用され、サポーターを驚かせた。その後は秋田豊のもとで数々の失敗をしつつもディフェンスの技術を磨き、カバーリングの能力が飛躍的に向上。2003年には試合出場も増えレギュラー奪取まであと数歩と迫るが、同年末に秋田が解雇され、チームの方針として同ポジションの金古聖司を育てるというものがあり、またもう一人のレギュラーである大岩剛とのコンビネーションが合わず（大岩も元サイドバックでカバーリングが得意であり、池内とはプレースタイルが重なった）、また、新人DF岩政大樹の台頭もあり、2004年には出場が激減(その後金古も岩政の台頭で出場機会が激減した)。
2005年よりかつて在籍したコンサドーレ札幌へ完全移籍。開幕当初は曽田雄志のレギュラーを奪い、その後も3バックの一角を占めた。またシーズンを通して得点を重ね、J2におけるDF登録選手の年間得点記録を更新する11得点を決め、チーム内得点王となる活躍を見せた。2006年も順調に出場を続けていたが途中足の故障により出場数が減少。2007年は大柄な選手を望む三浦俊也監督の期待に応え、出場数を積み重ねる。2008年11月28日にクラブから、大塚真司らと共に戦力外通告を受ける。その後、J2複数クラブからオファーを受けるものの自身のブログで引退を発表した。
2009年3月4日にコンサドーレ札幌から育成部スタッフ就任、札幌大学へのコーチとしての派遣、同大学の社会人登録チームで日本フットボールリーグ（JFL）入りを目指す札大GOAL PLUNDERERSの選手として所属することが発表された。
現在は2015年に開校した、自身のサッカースクールで小中学生に指導する傍ら東海大札幌高でもコーチとして指導している

## 所属クラブ
- SC札幌 (当別町立当別中学校)
- 室蘭大谷高等学校
- 1996年 - 2004年  鹿島アントラーズ
  - 1998年2月 - 同年9月  CFZ・ド・リオ（期限付き移籍）[2][3]
  - 1999年 - 2000年  コンサドーレ札幌 (期限付き移籍)[4]
- 2005年 - 2008年  コンサドーレ札幌
- 2009年 - ????年  札大GOAL PLUNDERERS

## 個人成績
| 国内大会個人成績 | 国内大会個人成績 | 国内大会個人成績 | 国内大会個人成績 | 国内大会個人成績             | 国内大会個人成績 | 国内大会個人成績 | 国内大会個人成績 | 国内大会個人成績 | 国内大会個人成績 | 国内大会個人成績 | 国内大会個人成績 |
| 年度             | クラブ           | 背番号           | リーグ           | リーグ戦                     | リーグ戦         | リーグ杯         | リーグ杯         | オープン杯       | オープン杯       | 期間通算         | 期間通算         |
| 年度             | クラブ           | 背番号           | リーグ           | 出場                         | 得点             | 出場             | 得点             | 出場             | 得点             | 出場             | 得点             |
| 日本             | 日本             | 日本             | 日本             | リーグ戦                     | リーグ戦         | リーグ杯         | リーグ杯         | 天皇杯           | 天皇杯           | 期間通算         | 期間通算         |
| ---------------- | ---------------- | ---------------- | ---------------- | ---------------------------- | ---------------- | ---------------- | ---------------- | ---------------- | ---------------- | ---------------- | ---------------- |
| 1996             | 鹿島             | -                | J                | 0                            | 0                | 0                | 0                | 0                | 0                | 0                | 0                |
| 1997             | 鹿島             | 25               | J                | 0                            | 0                | 0                | 0                | 0                | 0                | 0                | 0                |
| ブラジル         | ブラジル         | ブラジル         | ブラジル         | リーグ戦                     | リーグ戦         | ブラジル杯       | ブラジル杯       | オープン杯       | オープン杯       | 期間通算         | 期間通算         |
| 1998             | CFZ              |                  | リオ州2部        |                              |                  |                  |                  |                  |                  |                  |                  |
| 日本             | 日本             | 日本             | 日本             | リーグ戦                     | リーグ戦         | リーグ杯         | リーグ杯         | 天皇杯           | 天皇杯           | 期間通算         | 期間通算         |
| 1998             | 鹿島             | 20               | J                | 0                            | 0                | 0                | 0                | 0                | 0                | 0                | 0                |
| 1999             | 札幌             | 22               | J2               | 7                            | 2                | 0                | 0                | 3                | 0                | 10               | 2                |
| 2000             | 札幌             | 22               | J2               | 12                           | 0                | 0                | 0                | 4                | 1                | 16               | 1                |
| 2001             | 鹿島             | 28               | J1               | 8                            | 0                | 3                | 0                | 3                | 0                | 14               | 0                |
| 2002             | 鹿島             | 20               | J1               | 14                           | 1                | 3                | 0                | 3                | 0                | 20               | 1                |
| 2003             | 鹿島             | 20               | J1               | 10                           | 0                | 2                | 0                | 0                | 0                | 12               | 0                |
| 2004             | 鹿島             | 20               | J1               | 5                            | 0                | 3                | 0                | 0                | 0                | 8                | 0                |
| 2005             | 札幌             | 5                | J2               | 33                           | 11               | -                | -                | 1                | 0                | 34               | 11               |
| 2006             | 札幌             | 5                | J2               | 22                           | 3                | -                | -                | 0                | 0                | 22               | 3                |
| 2007             | 札幌             | 5                | J2               | 32                           | 2                | -                | -                | 1                | 0                | 33               | 2                |
| 2008             | 札幌             | 5                | J1               | 20                           | 2                | 2                | 0                | 1                | 0                | 23               | 2                |
| 2009             | 札大GP           | 12               | 北海道           | 8                            | 1                | -                | -                | -                | -                | 8                | 1                |
| 2010             | 札大GP           | 12               | 北海道           | 10                           | 4                | -                | -                | -                | -                | 10               | 4                |
| 通算             | 日本             | 日本             | J1               | 57                           | 3                | 13               | 0                | 7                | 0                | 77               | 3                |
| 通算             | 日本             | 日本             | J2               | 106                          | 18               | 0                | 0                | 9                | 1                | 115              | 19               |
| 通算             | 日本             | 日本             | 北海道           | 18                           | 5                | -                | -                | -                | -                | 18               | 5                |
| 通算             | ブラジル         | ブラジル         | リオ州2部        | \|\|\|\|\|\|\|\|\|\|\|\|\|\| |                  |                  |                  |                  |                  |                  |                  |
| 総通算           | 総通算           | 総通算           | 総通算           | \|\|\|\|\|\|\|\|\|\|\|\|\|\| |                  |                  |                  |                  |                  |                  |                  |

- Jリーグ初出場 - 1999年4月11日 J2 第5節 vsアルビレックス新潟 (室蘭市入江運動公園陸上競技場)
- Jリーグ初得点 - 1999年11月6日 J2 第34節 vsヴァンフォーレ甲府 (山梨県小瀬スポーツ公園陸上競技場)

その他の公式戦
- 2001年
  - スーパーカップ 1試合0得点
- 2002年
  - スーパーカップ 1試合0得点

| 国際大会個人成績 | 国際大会個人成績 | 国際大会個人成績 | 国際大会個人成績 | 国際大会個人成績 |
| 年度             | クラブ           | 背番号           | 出場             | 得点             |
| AFC              | AFC              | AFC              | ACL              | ACL              |
| ---------------- | ---------------- | ---------------- | ---------------- | ---------------- |
| 2002-03          | 鹿島             | 20               | 1                | 0                |
| 通算             | AFC              | AFC              | 1                | 0                |

その他の国際公式戦
- 2003年
  - A3チャンピオンズカップ 1試合0得点

## 指導歴
- 2009年 コンサドーレ札幌
  - 2009年 - 2011年 育成部 (札幌大学サッカー部コーチ)
  - 2012年 -2014 U-15 コーチ
- 2015-東海大札幌高